# Gorch-Fock-Straße (Cuxhaven)

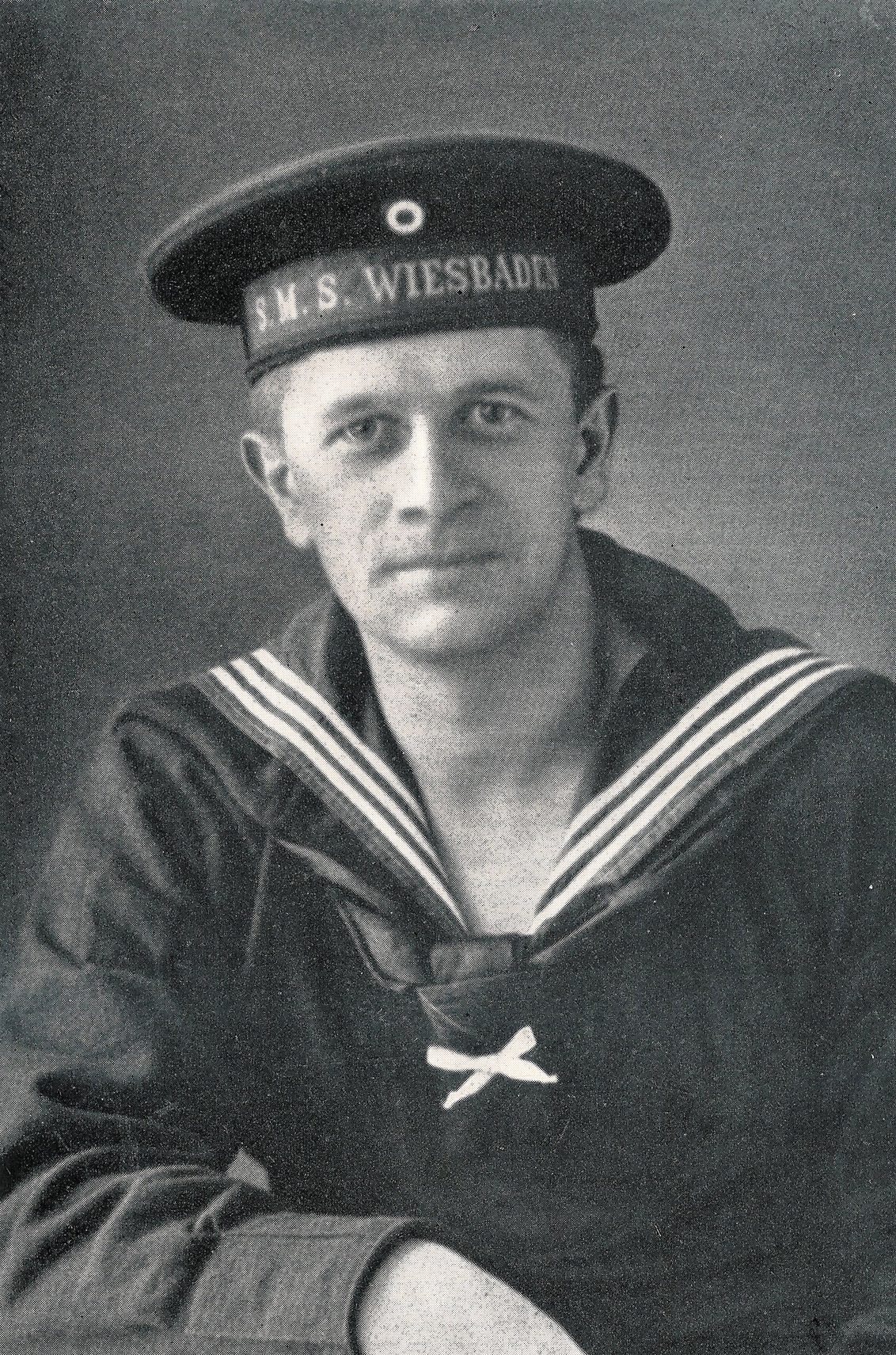
Gorch Fock

Die Gorch-Fock-Straße in Cuxhaven-Döse ist eine etwa 600 Meter lange Straße, die in Ost-West-Richtung von der Reinekestraße bis zum Feldweg führt und durch eine Reihe von denkmalgeschützten Gebäuden der 1920er Jahre geprägt ist.

## Nebenstraßen
Die Neben- und Anschlussstraßen der Gorch-Fock-Straße sind die 
Reinekestraße – 1904 als Privatstraße nach dem Kaufmann Adolf Reineke († 1932) benannt, die Catharinenstraße – 1894 nach den Vornamen der Mütter der beiden Straßenerbauer benannt, die Bernhardstraße – 1872 nach dem Sohn Bernhard des Döser Landwirts und Gemeindevorstehers Peter Künnmann benannt, die Predöhlstraße – 1910 nach dem Ritzebüttler Landherren Max Predöhl (1854–1923) benannt, die Hamburg-Amerika-Straße – 1910 nach der Reederei Hamburg-Amerikanische Packetfahrt-Actien-Gesellschaft (HAPAG), die hier für ihre Führungspersonen Villen bauen ließ, benannt, die Hermann-Allmers-Straße – 1945 nach dem Marschendichter Hermann Allmers (1821–1902) benannt und der Feldweg – nach einem sehr alten Weg nach Ritzebüttel benannt.

## Geschichte

### Name
Die Straße von 1910 wurde 1928 nach dem Schriftsteller Johann Wilhelm Kinau (1880–1916) benannt, der als Gorch Fock mit vielen oft maritimen Werken (unter anderem Hein Godenwind, Seefahrt ist not, Doggerbank) bekannt wurde. Zuvor hieß die Straße Helgoländer Straße. Der Rudolf-Kinau-Weg im Süderwisch wurde nach seinem Bruder, dem niederdeutschen Schriftsteller Rudolf Kinau, benannt.

### Entwicklung
Nachdem 1872 Ritzebüttel und Alt-Cuxhaven vereinigt worden waren, erfolgte ein stärkerer Ausbau des Ortsgebietes in Richtung Westen. Im Bereich dieser Straße wurden in den 1920er durch das 1922 von der Arbeiterbewegung gegründete Wohnungsbauunternehmen Bauhütte Cuxhaven soziale Wohnungen gebaut. Geschäftsführer der Bauhütte war der Zweite Bürgermeister Karl Olfers (SPD), der durch die Klinkerfassaden das Stadtbild von Cuxhaven nachhaltig prägte. Heute gehören die Mehrfamilienhäuser der Siedlungsgesellschaft Cuxhaven AG.
Durch den öffentlichen Nahverkehr wird die Gorch-Fock-Straße von der Buslinie 1018 der KVG tangiert (Poststraße).

## Gebäude, Anlagen (Auswahl)
An der Straße stehen zumeist zwei- und dreigeschossige, verklinkerte Gebäude der 1920er bis 1930er Jahre, mit Sattel- und Walmdächern. Die mit „D“ gekennzeichnete Häuser stehen unter Denkmalschutz.
- Nr. 2a: Mehrgeschossiges Wohnhaus mit Flachdach
- Nr. 2: Eingeschossige verputzte repräsentative Villa von um 1900 (D) mit Giebelrisalit, neoklassizistischen Bauelementen und Mansarddach
- Nr. 8: Zweigeschossiges dreiflügeliges Gebäude mit Walmdach; ehemalige Kiautschou-Kaserne der Kaiserlichen Marine von 1909, dann Reichsmarine bzw. Kriegsmarine, ab 1945 Fahrbereitschaft der Britischen Besatzungsmacht, von 1949 bis 2013 Gorch-Fock-Schule.[4]
- Nr. 10: Dreigeschossiges Mehrfamilienhaus (D) mit prägnanten Loggien
- Nr. 12: Dreigeschossiges Mehrfamilienhaus (D) mit Mittelrisalit und Erkern
- Nr. 14: Dreigeschossiges Mehrfamilienhaus (D) mit Loggien
- Nr. 15: Dreigeschossiges Mehrfamilienhaus (D) mit seitliche Giebelrisalit mit Treppengiebel
- Nr. 17: Dreigeschossiges Mehrfamilienhaus (D) mit Loggien
- Nr. 19: Dreigeschossiges Mehrfamilienhaus (D) mit Loggien und Dachhaus über dem Eingang
- Nr. 21: Dreigeschossiges Mehrfamilienhaus (D) in schlichterer Gestaltung
- Nr. 24 bis 28: Mehrfamilienhäuser mit Walmdächern
- Nr. 29: Zweigeschossiges Bürohaus mit Flachdach (CuxHafEn GmbH Cuxhavener Hafen Entwicklungsgesellschaft)

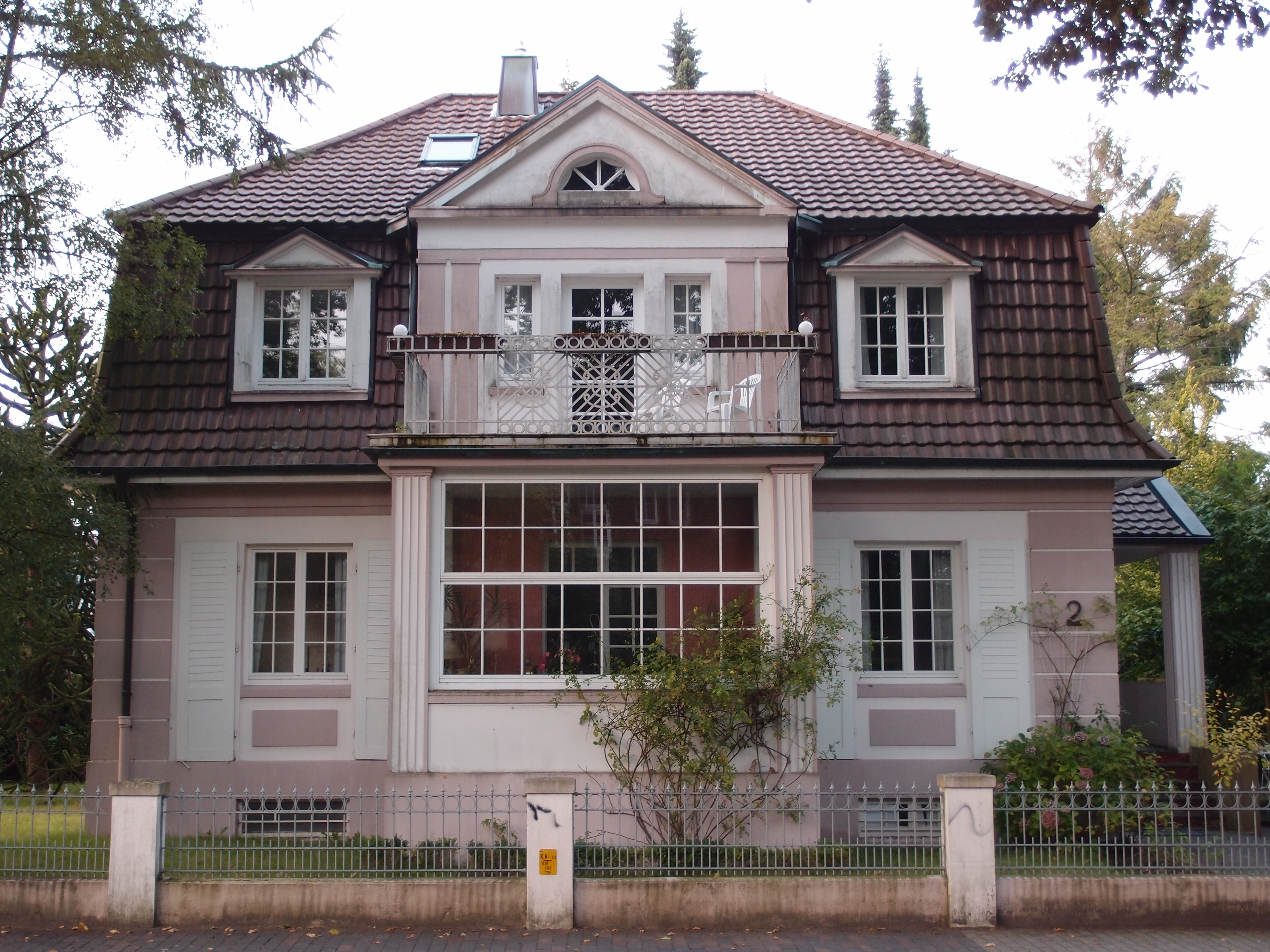
Nr. 2 Villa
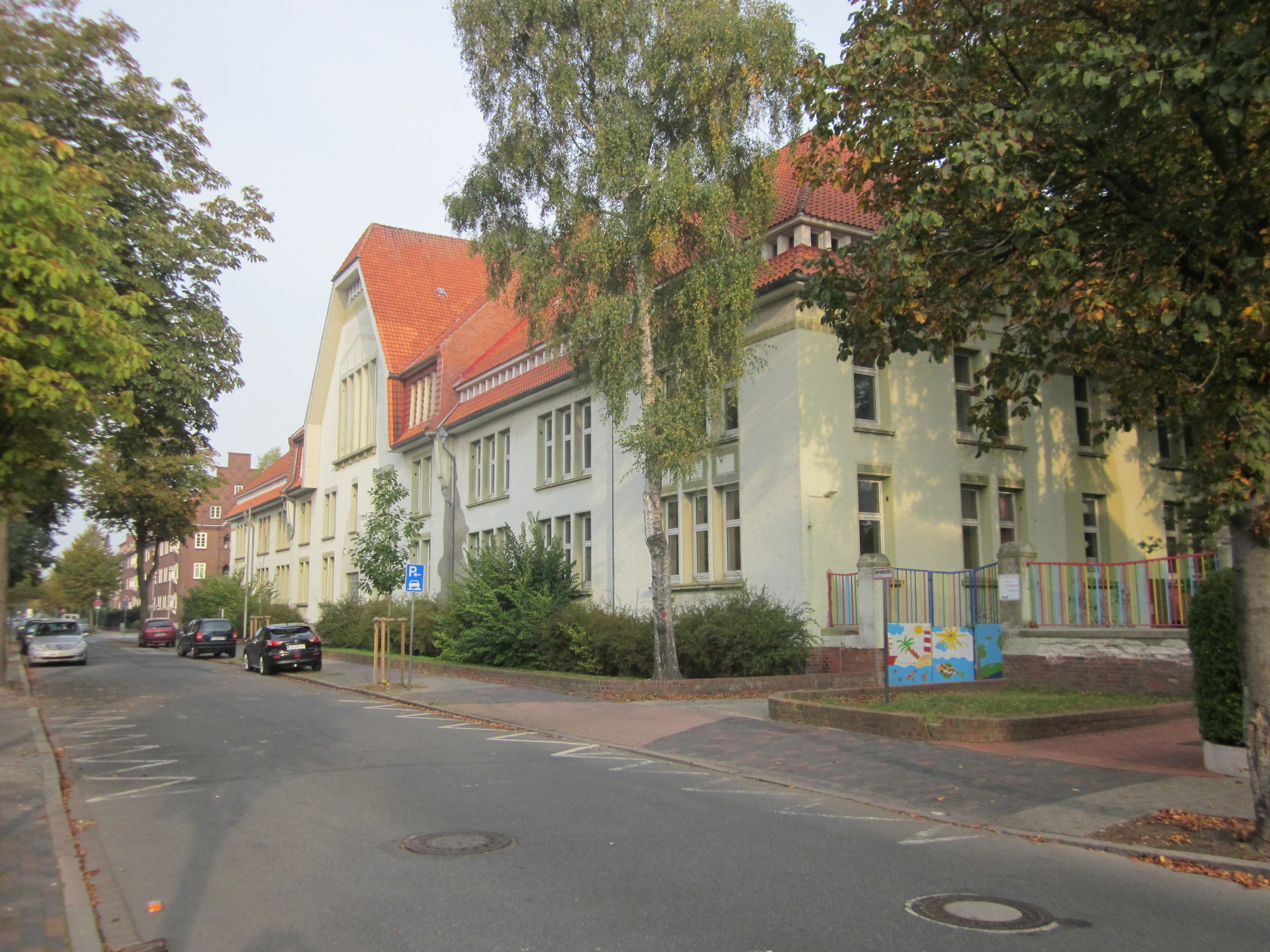
Nr. 8 Gorch-Fock-Schule
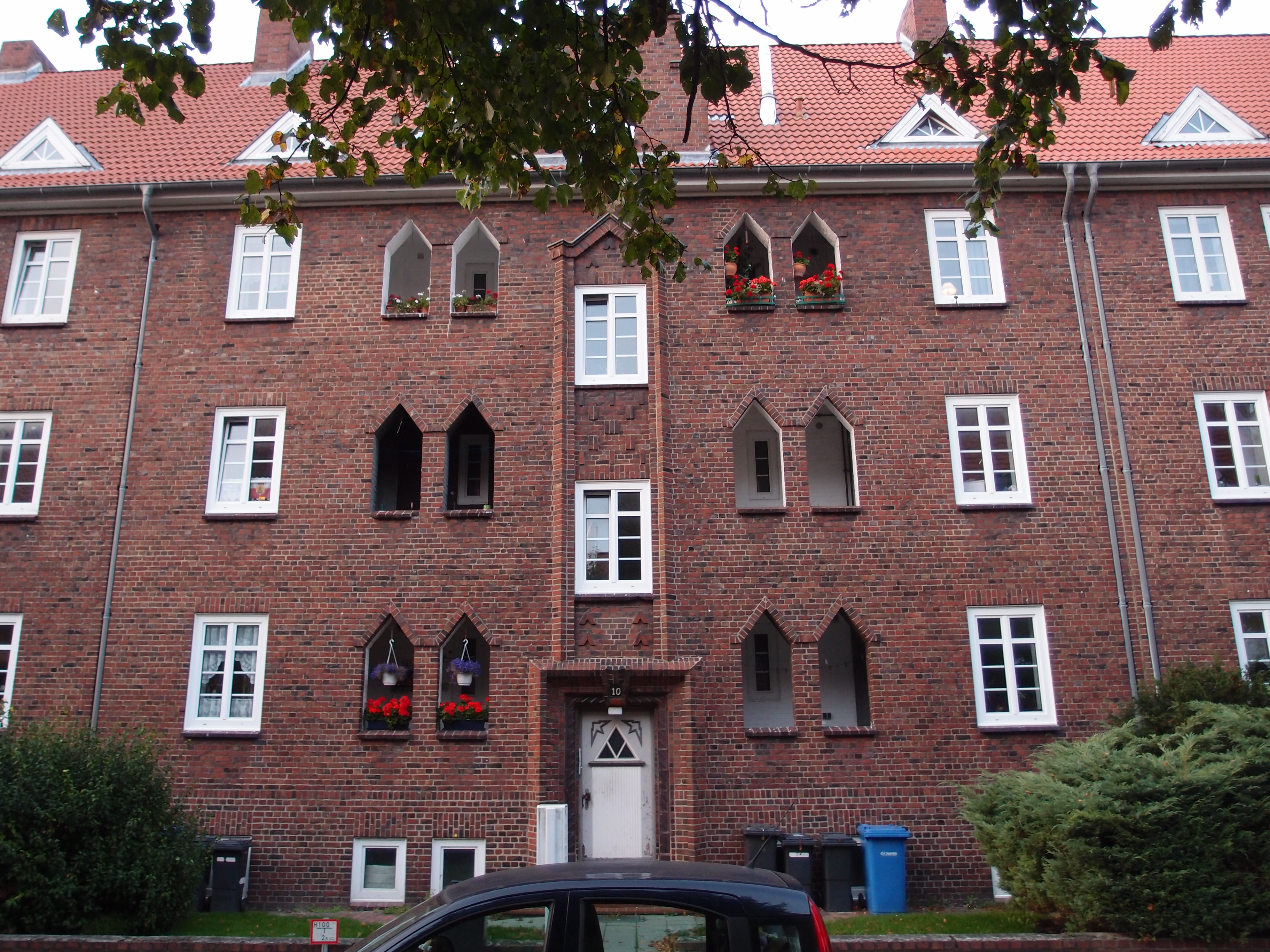
Nr. 10 Mehrfamilienhaus
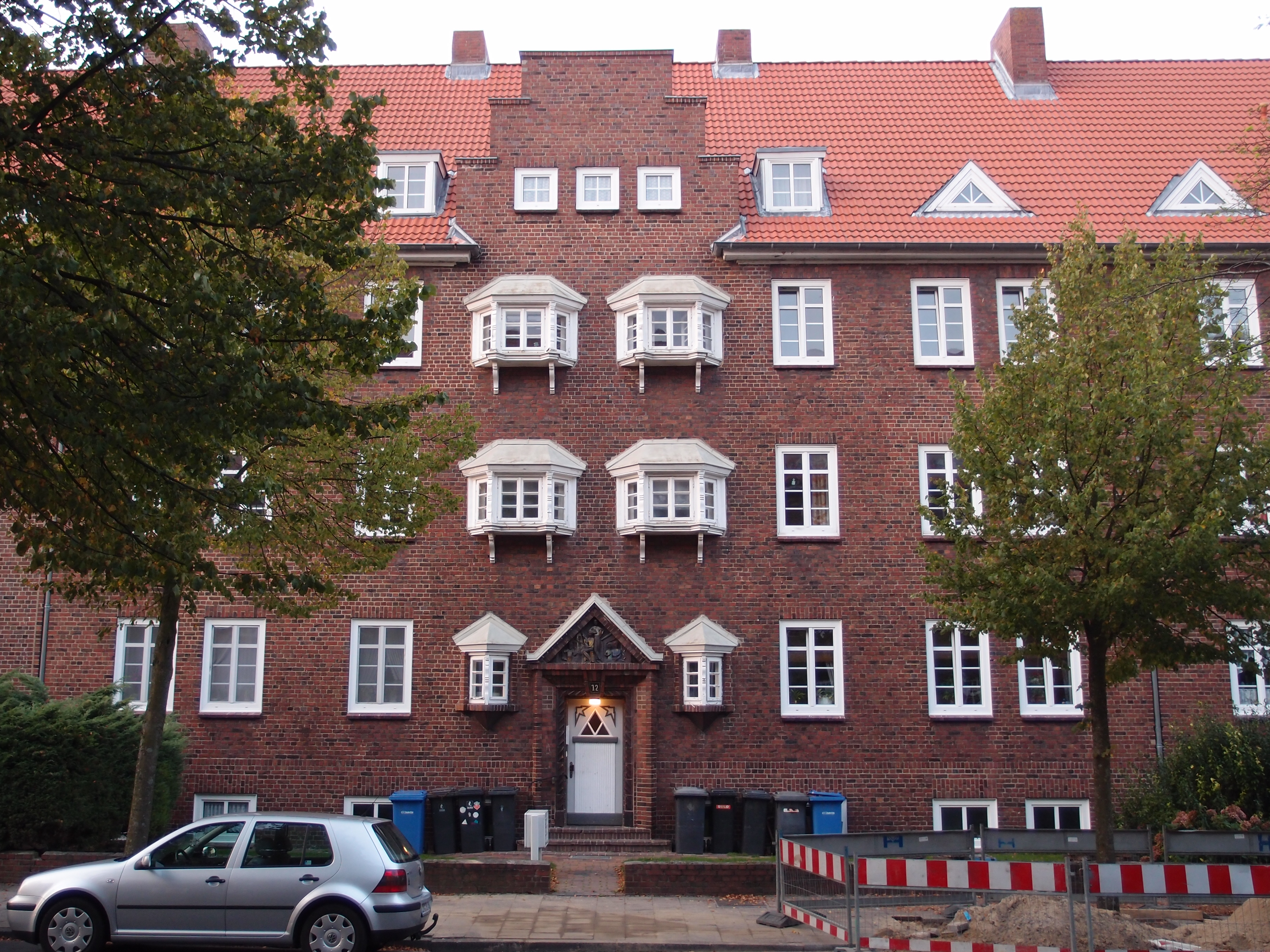
Nr. 12
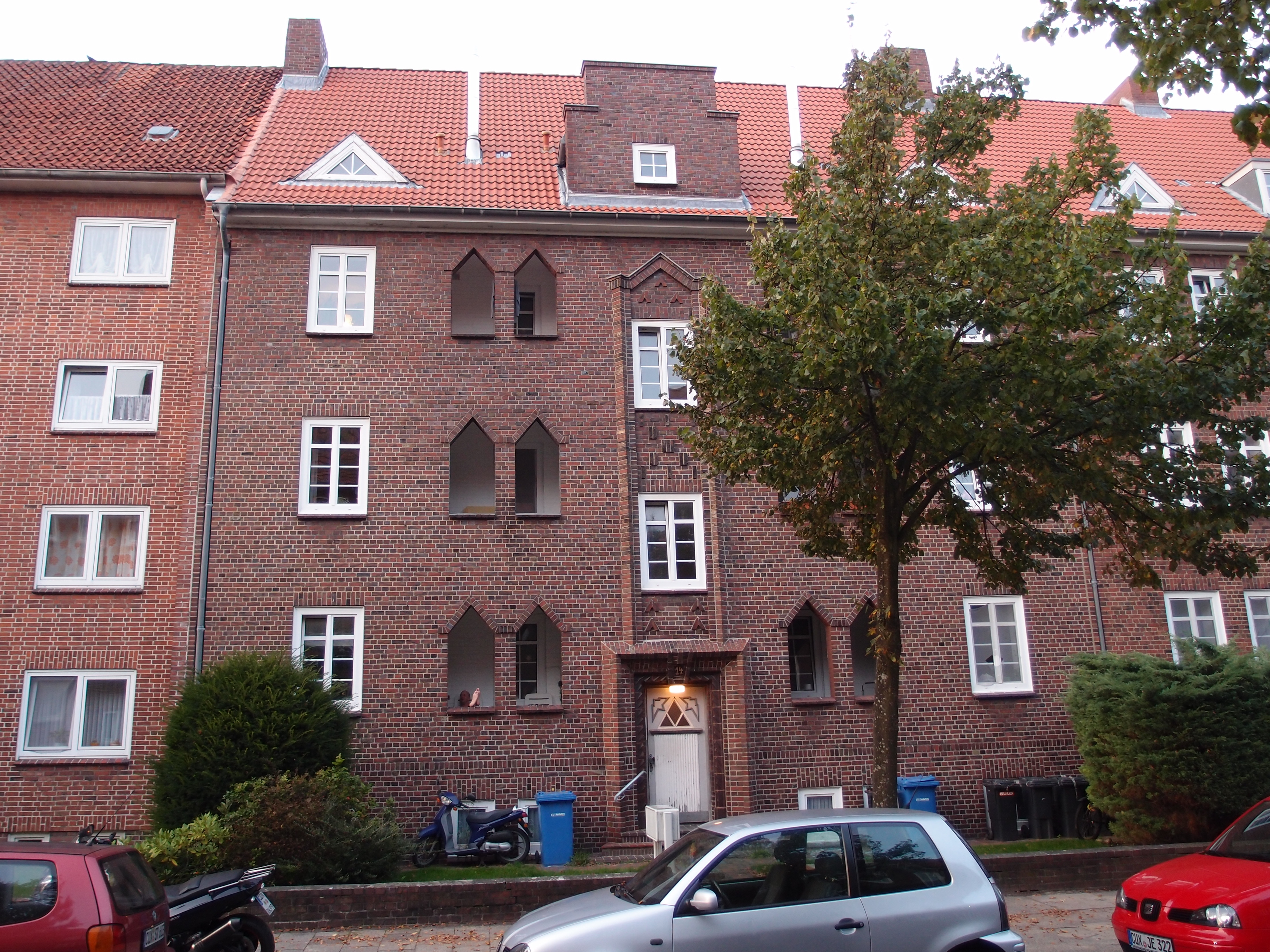
Nr. 14
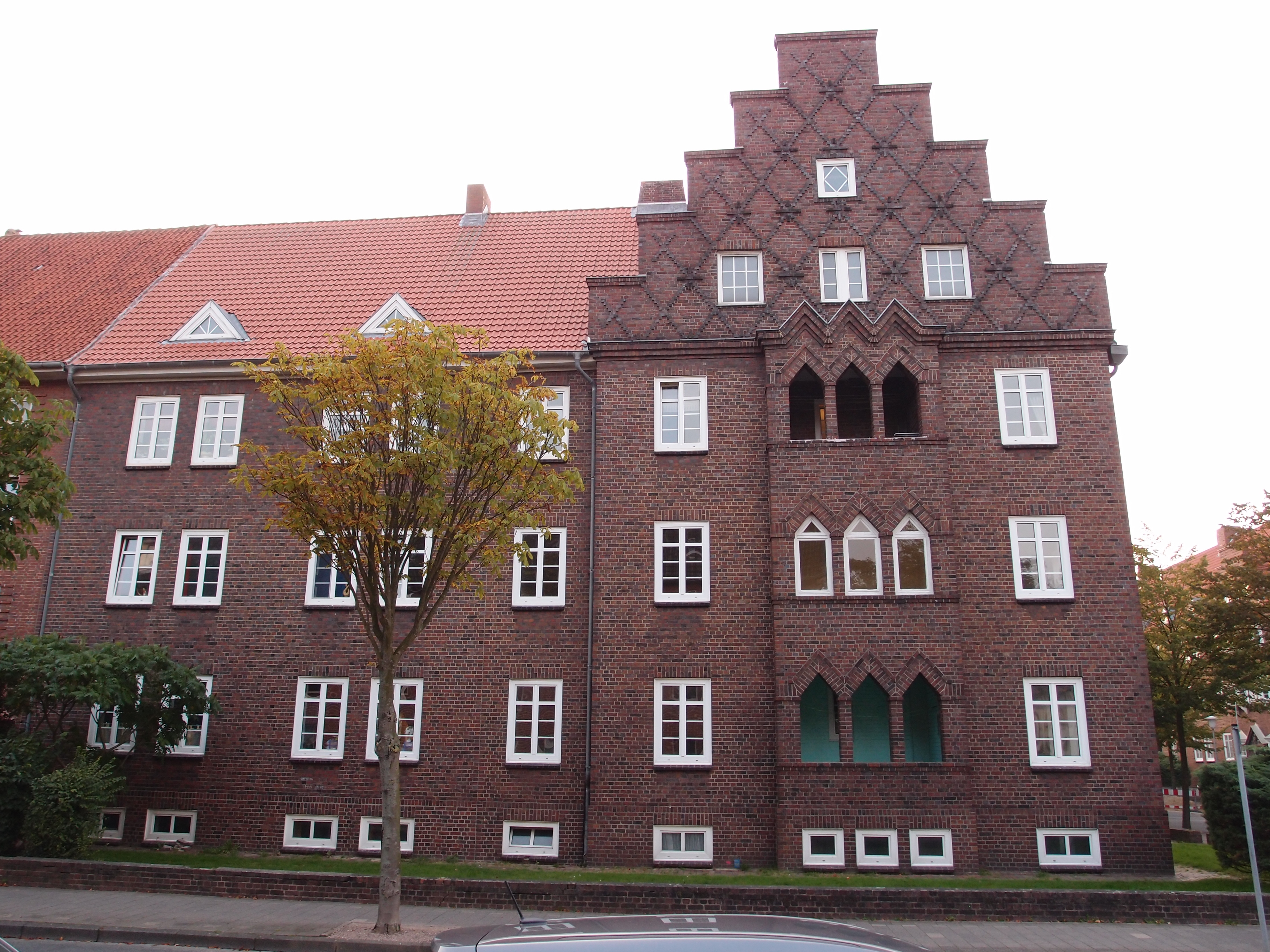
Nr. 15
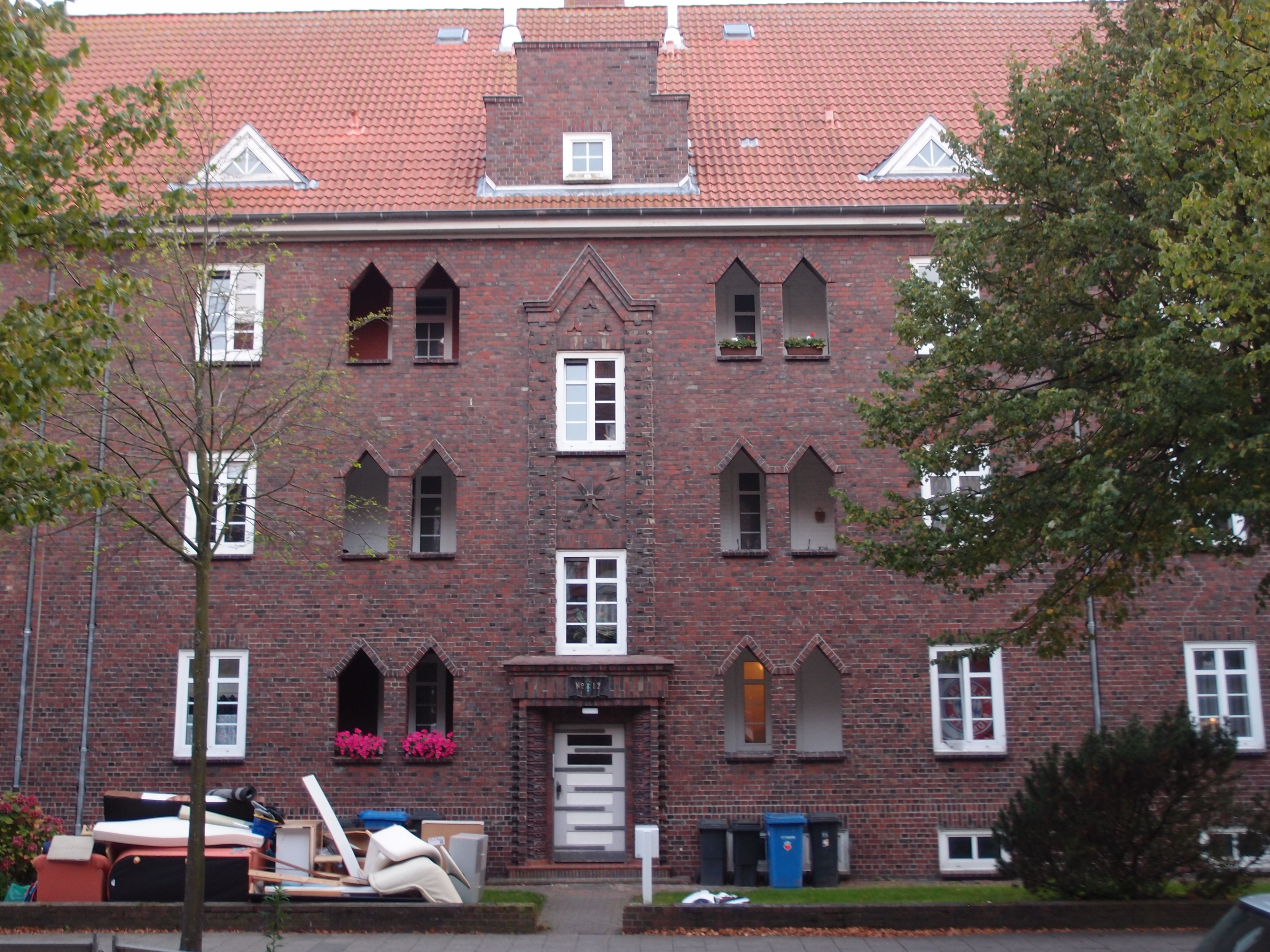
Nr. 19

Nachrichtlich:
- Hermann-Allmers-Straße Nr. 35 bis 39:  Dreigeschossiges Mehrfamilienhäuser (D) wie in der Gorch-Fock-Straße
- Hamburg-Amerika-Straße Nr. 4: Zweigeschossige Villa, ab 1941 Sitz des Reichskriegsgerichts
- Predöhlstraße Nr. 1: Villa Deichvoigt (D)